# Шабаново (Тюменская область)
Шаба́ново — село в Омутинском районе Тюменской области России. Административный центр Шабановского сельского поселения.

## География
Село находится на юге Тюменской области, в пределах юго-западной части Западно-Сибирской низменности, в лесостепной зоне, на берегах реки Вагай, на расстоянии примерно 10 км (по прямой) к востоку от села Омутинское, административного центра района. Абсолютная высота — 98 м над уровнем моря.

### Климат
Климат резко континентальный с холодной продолжительной зимой и тёплым относительно коротким летом. Средняя температура воздуха самого холодного месяца (января) — −18,6 °C (абсолютный минимум — −49 °C); самого тёплого месяца (июля) — 17,6 °C (абсолютный максимум — 38 °С). Среднегодовое количество атмосферных осадков составляет 200—427 мм, из которых до 70 % выпадает в период с мая по октябрь. Продолжительность залегания снежного покрова составляет в среднем 156 дней.

### Часовой пояс
Село Шабаново, как и вся Тюменская область, находится в часовой зоне МСК+2. Смещение применяемого времени относительно UTC составляет +5:00.

## Население
| 2010 |
| ---- |
| 616  |

### Половой состав
По данным Всероссийской переписи населения 2010 года, в половой структуре населения мужчины составляли 49,5 %, женщины — соответственно 50,5 %.

### Национальный состав
Согласно результатам переписи 2002 года, в национальной структуре населения русские составляли 91 % из 673 чел.